# Hannah Montana: Spotlight World Tour
Hannah Montana: Spotlight World Tour é um videogame baseado na série Hannah Montana. Ele foi lançado dia 6 de Novembro de 2007 nos Estados Unidos. E a versão para PlayStation 2 foi lançanda em 5 de Agosto de 2008.

## Crítica
IGN deu 5.6 na avalição do videogame.

## Créditos e Lista das Músicas
- Rich Reagan - producer
- Jamie Titera - lead animator
- Lindsey Dietlein - choreographer
- Erin Wilson - choreographer
- Emily Tyndall - choreographer
- Casey Nelson - cinematic director
- Gideon Emery - (voice)
- Roger Craig Smith - Oliver (voice)
- Sandra Teles - London Teen/Tokyo Teen/Cairo Teen (voice)
- Emily Tyndall - Hannah/Miley (motion capture)
- Avalanche Software - Production Companies
- The Walt Disney Company - Distributors

Músicas:
- Best Of Both Worlds
- Who Said
- Just Like You
- Pumpin' Up The Party
- If We Were A Movie
- I Got Nerve
- The Other Side Of Me
- This Is The Life
- Nobody's Perfect
- Old Blue Jeans
- Life's What You Make It
- Bigger Than Us
- You & Me Together
- One In A Million
- Make Some Noise
- True Friend